# Якушев Данила Сергеевич
Данила легендарный игрок в игре "Dota 2", в данный мо
мент выступает за команду "Адская парилка". Является топ-1 игроком на персонаже "Leon". Его хотят В С Е. Также Данила выпускает и записывает РЭП под псевдонимом "Джем Якуш", его самая легендарная цитата - "Я перданул, за мной остался Дэд Лайн, но это не Skyline"